# Javi Nieves
Javi Nieves Lamas (Madrid, 18 de noviembre de 1972) es un locutor de radio español de una larga trayectoria profesional, el cual es conocido especialmente por el programa de la Cadena 100 "Buenos días Javi Nieves" el cual lleva en emisión desde 2006 (actualmente con el nombre "Buenos días Javi y Mar").

## Biografía
Empezó a trabajar en la radio a los 17 años en Radio España, realizando programas musicales en Top 40, una primera experiencia profesional que se alarga casi 3 años, hasta que ficha por Onda Cero. Estudió en la escuela pública, en el colegio Regimiento Inmemorial del rey, en el Instituto Isabel La Católica de Madrid, compaginando sus estudios con su vida profesional. En 1995 tras abandonar Onda Cero viaja a Estados Unidos y allí conoce en persona algunos de los programas que se realizaban en emisoras de Nueva York, como la WPLJ. Tras su vuelta se incorpora en Cadena 100, la emisora musical de grupo COPE y allí desarrolla su carrera profesional hasta la actualidad

## Formación
Javi Nieves es licenciado en Comunicación Audiovisual por la Universidad Complutense de Madrid y en Ciencias Políticas por la UNIR (Universidad Internacional de La Rioja). También ha realizado algunos seminarios en la Universidad de La Rioja como "Política Europea: El futuro de Europa" o "Pensamiento Crítico".

## Trayectoria profesional
- En 1990 comienza en Radio España, Top40 presentando la programación de la emisora entre las 5 y las 8 de la tarde, en el equipo de la emisora comparte programación con Paloma Serrano, José Miguel Blas, Agustín Bravo o Vicky Taibo.
- En 1992 se incorpora a Onda Cero y desarrolla el proyecto Onda 10, realizando programas como “Tus 10” o “Los 10 de tu vida” o el “morning show”
- En 1995 comienza su recorrido en Cadena 100, durante los primeros años en la emisora de COPE, forma parte del equipo “Conservas Escalada” con Rafael Escalada, Laura Otón, Manuel de Morales y Alfredo Díaz. También presenta “Del 100 al 1” con Paloma Serrano y posteriormente con Carlos Finaly.
- En el año 1999 comienza a dirigir el programa “100x100” en el tramo de tarde en la emisora con María de Meer y Agustín Jiménez.
- En el año 2005 comienza en Rock&Gol (actualmente Rock FM) un programa despertador llamado “Despertarock” con Antonio Jimeno, María Segurado y Berto Romero
- En 2006 comienza “Buenos días Javi Nieves” en Cadena 100, programa copresentado su primer año con Rosa Rosado
- En 2007 se incorpora Mar Amate a “Buenos días Javi Nieves”
- En 2012 comienza a presentar “La Mañana” en Cope en su tramo magazine primero con Ernesto Sáenz de Buruaga y posteriormente con Ángel Expósito hasta el año 2015 que se incorpora Carlos Herrera. La presentación de este magazine la compatibiliza con “Buenos días Javi Nieves”, que tras su paso por COPE pasa a llamarse “Buenos días Javi Y Mar”, en este programa tiene como colaboradores a Leopoldo Abadía, Borja Terán, Jorge Alcalde director de la revista QUO con su sección de ciencia, Chema Alonso con una sección de tecnología, Mario Alonso Puig, Lorenzo Silva o Fernando Alberca
- En 2016 colabora en el programa “Qué tiempo tan feliz” con María Teresa Campos entrevistando a distintos artistas y grupos musicales
- En 2020 el programa “Buenos días Javi y Mar” realiza su programa número 3000

## Publicaciones
- "Generación EGB", Editorial S.L.U Espasa Libros. ISBN 9788467018851. Año 2013. Es un libro basado en la sección del mismo nombre del programa La Mañana de la COPE.

## Distinciones
- 2008 Premio Juan Pablo II, Fundación Crónica Blanca[2]
- 2010 Premio Cambio 16 al mejor programa de radio[3]
- 2010 Premio Nacional de Radio al mejor presentador musical[4]
- 2011 Premio Antena de oro por el programa “La Mañana”[5]
- 2012 Premio Ondas a la radio musical[6]
- 2012 Premio Bravo[7]
- 2019 Antena de Oro por Buenos Días Javi y Mar[8]
- 2019 Premio Educatio Servanda Entretenimiento[9]
- 2021 Premio Misión, concedido por la revista Misión en la Universidad Francisco de Vitoria por su defensa de la vida y la ayuda a los necesitados[10]